# NKプリモラツ1929ストブレチ
NKプリモラツ1929（クロアチア語: Nogometni Klub Primorac 1929, 英語: Football Club Primorac 1929）は、クロアチアのスプリト＝ダルマチア郡スプリト・ストブレチをホームタウンとするサッカークラブである。

## 歴史
クロアチア独立後、1993年にドルガHNL・南地域で優勝してプルヴァHNLに昇格した。1993年から1995年までプルヴァHNLに所属したが、その後に財政難により破産手続きが行われ、プリモラツ1929ストブレチ (Primorac 1929 Stobreč) に改称された。
2011年にハイドゥク・スプリトと2017年までの6年間の協力協定を締結した。しかし、2014年に解消された。

## タイトル
- ドルガHNL：2回
  - 1992, 1992-93

## 歴代所属選手
- トミスラフ・エルツェッグ[2]
- スラベン・ビリッチ 1988
- ミルコ・グラボヴァツ 1993-1995, 1997-1999
- ゾラン・ヴァルヴォディッチ 1994-1995
- フィリプ・ブラダリッチ 2011-2013